# Elena Anguissola

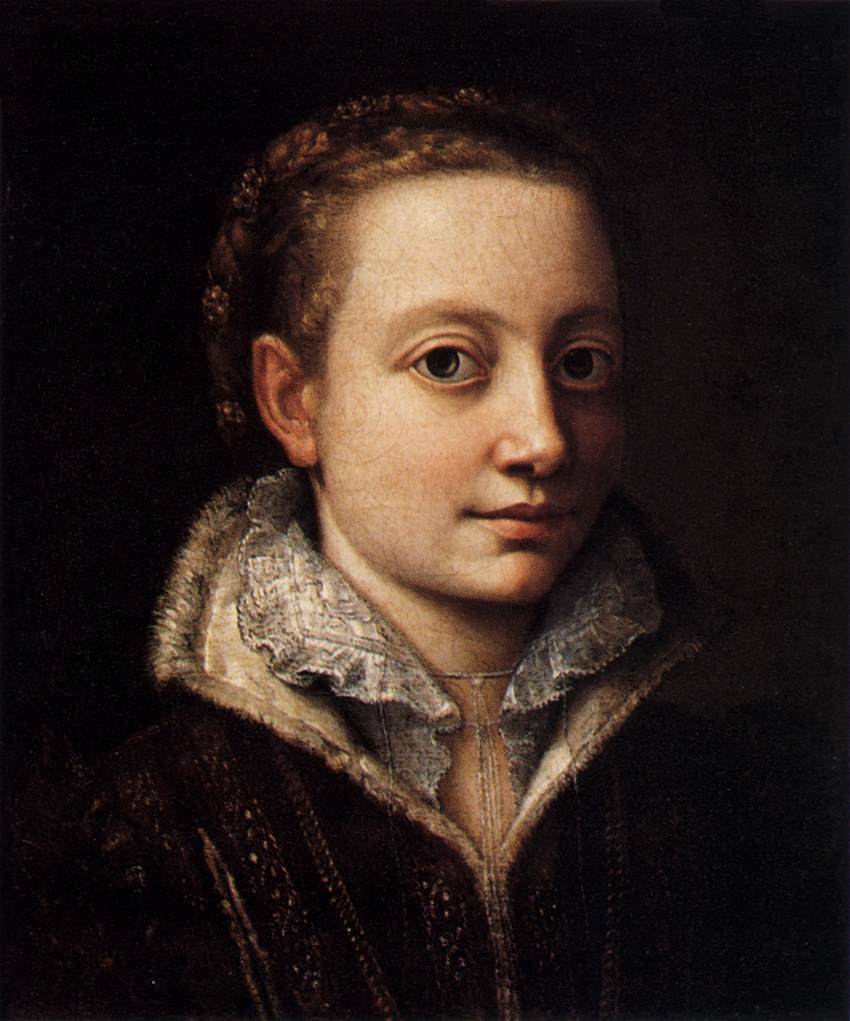
Sofonisba Anguissola, Ritratto di Minerva Anguissola.

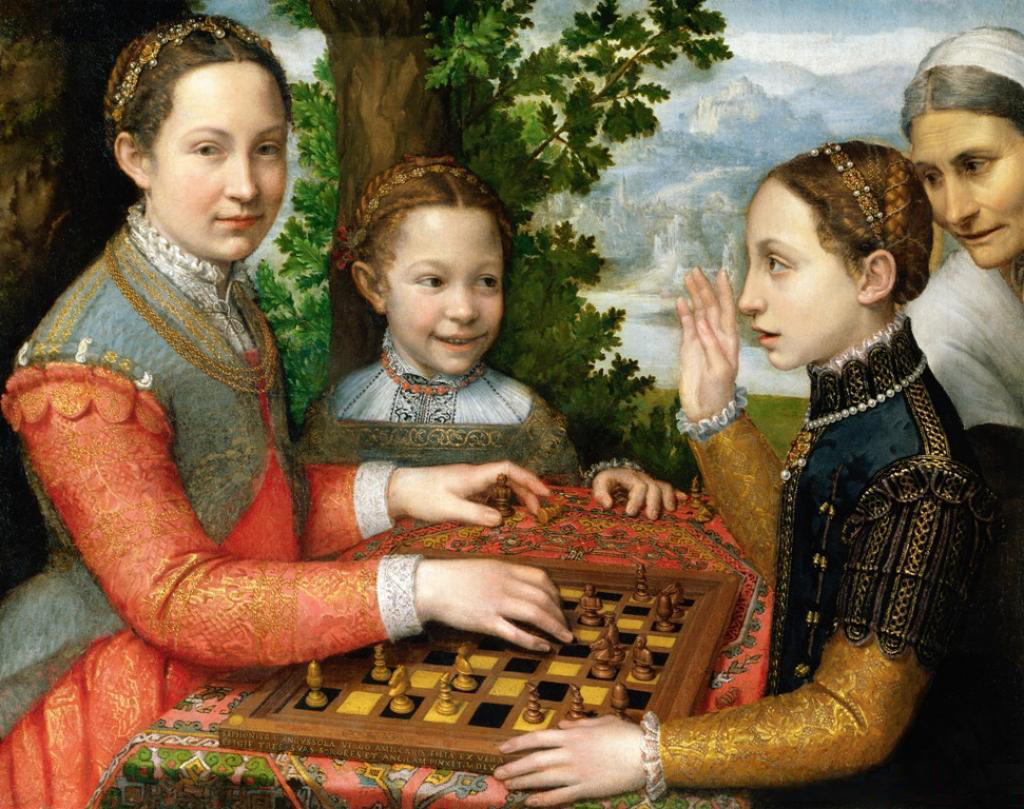
Sofonisba Anguissola, Lucia, Minerva e Europa giocano a scacchi.

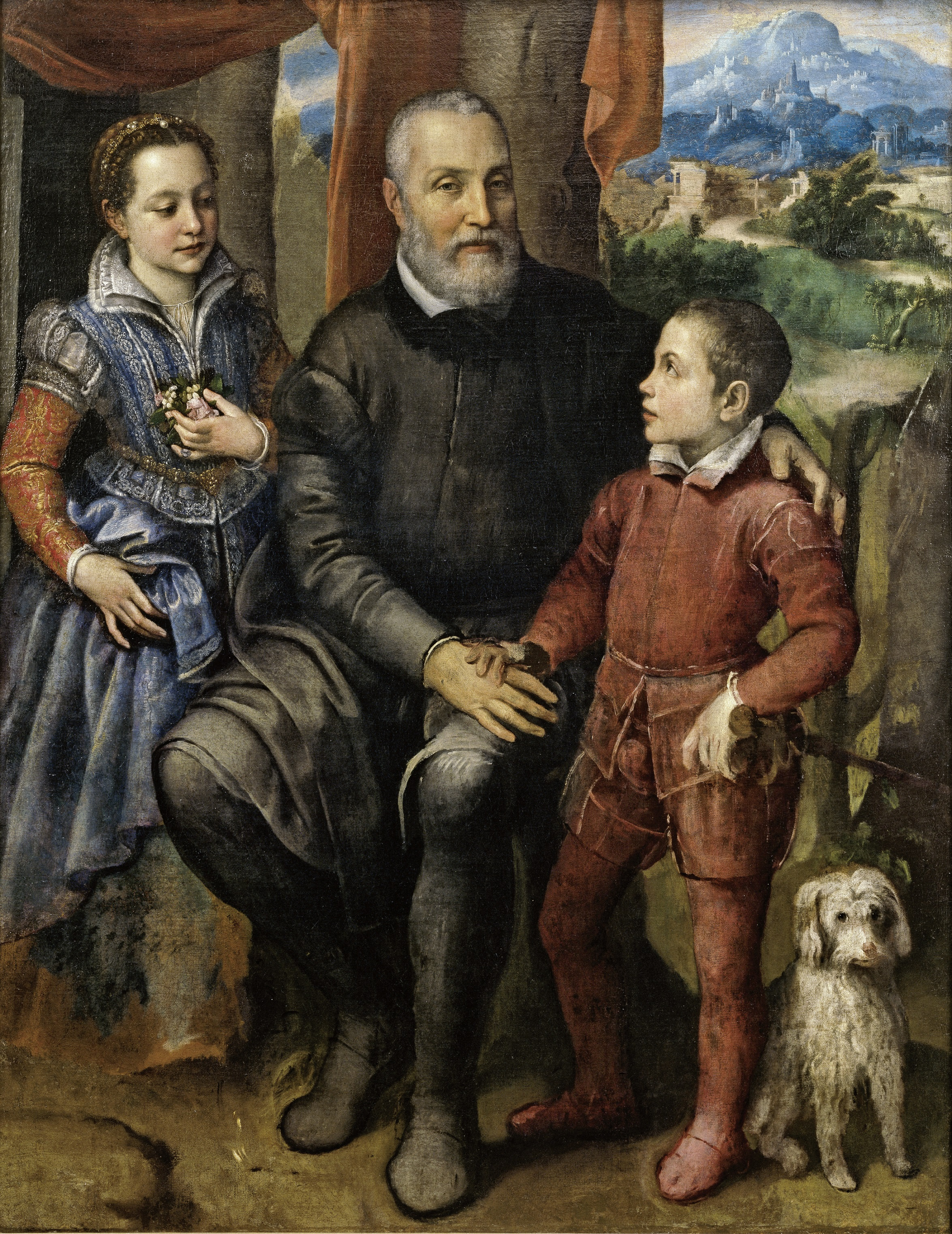
Sofonisba Anguissola, Amilcare Anguissola coi figli Minerva e Asdrubale.

Elena Anguissola (Cremona, 1536 – Mantova, post 1585) è stata una pittrice, monaca cristiana (domenicana) italiana, col nome suor Minerva.

## Biografia

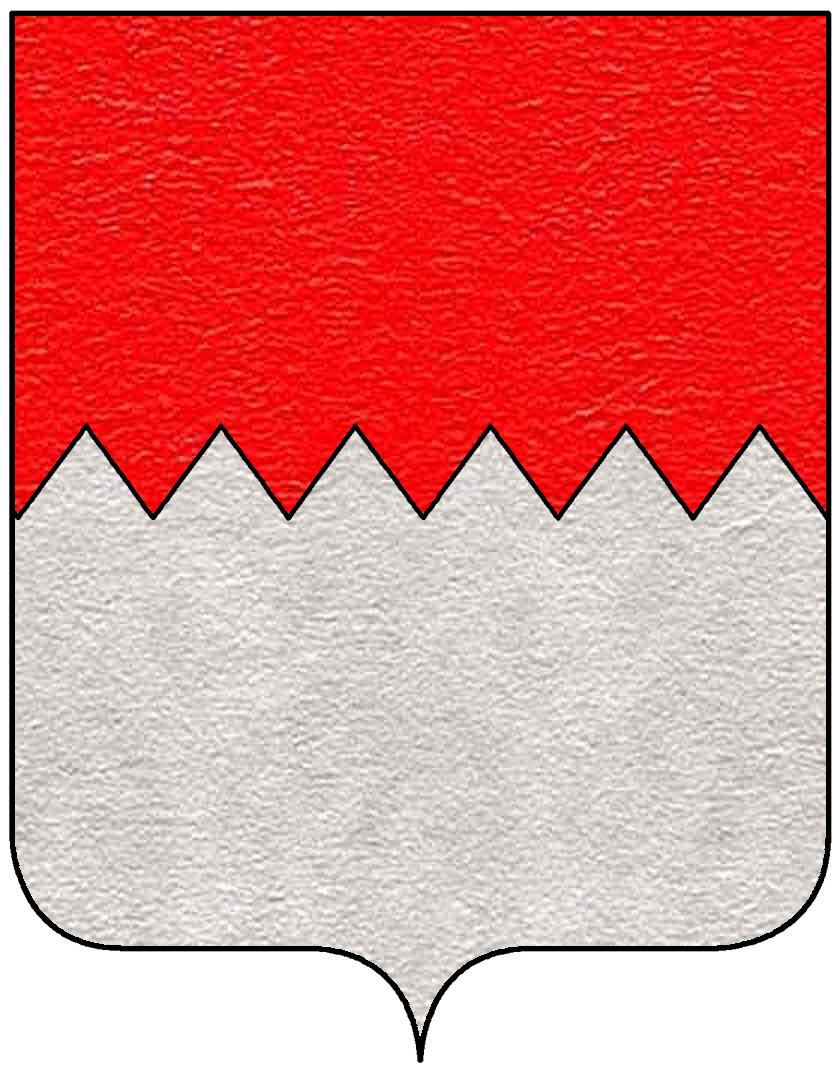
Stemma degli Anguissola.

Elena Anguissola (diventata monaca col nome di suor Minerva) era figlia di Amilcare e di Bianca Ponzoni. La grafia del cognome, nei documenti del cinquecento, varia in Angosciola e Angussola.
I suoi genitori erano di nobili origini. Il padre apparteneva alla nobiltà genovese e si era trasferito in Lombardia. Con la famiglia viveva a Cremona, in un palazzo in via Pellegrino Tibaldi. Diede a tutti i figli una cultura umanistica, con lettura di testi latini e  italiani, e avviò alla pittura le figlie maggiori Elena e Sofonisba, sotto la guida di Bernardino Campi (1522–1591). Esse vissero tre anni in casa del Campi e nel 1546, quando il pittore lasciò Cremona e si trasferì a Milano, Sofonisba Anguissola divenne l'insegnante di pittura delle sue sorelle minori. Si tratta del primo caso, documentato in Italia, di ragazze mandate a vivere a casa di un pittore, per assecondare la loro inclinazione verso l'arte. Ma è anche la prima famiglia italiana che ha dato sorelle pittrici.
Nel 1550 le due sorelle maggiori Elena e Sofonisba passarono nella bottega di Bernardino Gatti, detto il Sojaro. Si specializzarono nel ritratto e prendevano spunto anche dall'arte del Moretto e dal manierismo del ritratto spagnolo. Le due sorelle si recarono a Mantova, dove furono accolte alla corte dei Gonzaga. Nel 1566 Vasari arrivò a Cremona e, ospite in casa Anguissola, si meravigliò dell'arte delle sorelle. Elena si ritirerà, come suora domenicana, nel convento di San Vincenzo a Mantova, assumendo il nome di suor Minerva. Il suo nome è citato in una lettera del 1557, scritta da suo padre alla duchessa di Mantova e nel testamento del fratello, del 1575. Nel 1585 era ancora viva. Forse è di sua mano il Ritratto di domenicana come Santa Caterina da Siena - potrebbe essere un suo autoritratto - conservato alla Galleria Borghese di Roma.
Una sorella minore di Elena e di Sofonisba si chiamava Minerva, da non confondere con suor Minerva.

### Ritratti e interni di famiglia Anguissola
Il presunto ritratto di Minerva Anguissola (o autoritratto di Sofonisba) è stato dipinto da Sofonisba Anguissola. La giovane Minerva  è costretta in un abito di pesante broccato color morello, profilato di pelliccia e foderato di seta di color naturale; indossa una preziosa camicia bianca, bordata di merletto e rialzata alla veneziana e al collo ha un vezzo di micro perle. La pittrice indugia sui dettagli: le pieghe della veste, la luce dei merletti, la complessa pettinatura a trecce. Caratteristica di Sofonisba è la profondità degli occhi, dalle pupille un po' dilatate.
Conosciamo un altro ritratto, anche questo opera di Sofonisba. Rappresenta una giovane donna, adorna di gioielli di oro e corallo, con le mani poggiate su un manicotto. Si ritiene che sia sua sorella minore Minerva.
In Partita a scacchi, sono raffigurate Lucia (a sinistra), Minerva adolescente (a destra) e la sorellina Europa; sul fondo si vede la tata, la cui presenza discreta, insieme al sorriso aperto e infantile di Europa - un tocco discreto di umorismo che contrasta con l'attenzione agli scacchi delle sorelle maggiori - rende la scena intima, carica di affetti familiari. Le due ragazze giocano «un combattimento fra amazzoni, una competizione che allude alla ricerca e alla conquista di un primato femminile, di un'eccellenza in grado di competere, almeno sul piano culturale e intellettuale, con quella maschile. [...] Vere amazzoni e regine appaiono le sorelle Anguissola, adeguatamente abbigliate per l'occasione e protese verso una vittoria che si identifica con l'obiettivo di una vita spesa nello studio e nelle occupazioni virtuose». Sul fondo si apre un paesaggio azzurrato, alla fiamminga.
Amilcare Anguissola coi figli Minerva e Asdrubale di Sofonisba Anguissola è un altro interno di famiglia Anguissola. Minerva  con una mano solleva un lembo della veste, di pesante broccato blu, e con l'atra tiene un mazzetto di fiori. L'attenzione del padre è tutta per il figlio maschio, penultimo nato, che cinge con un braccio in segno di protezione. Un cagnolino completa la scena. Sullo sfondo si apre un paesaggio ameno, tinto di azzurrino, di chiara influenza nordica.
Ritratto di monaca di Sofonisba Anguissola, firmato e datato, forse è un ritratto della sorella Elena, nelle vesti di suor Minerva. La monaca novizia tiene in mano un libro, foderato di pelle rossa e con fregi in oro.

### Figli di Amilcare Anguissola e di Bianca Ponzoni
Il testo di riferimento, per questo elenco, è il catalogo pubblicato nel 1994 da Leonardo Arte che è stata l'occasione per rivedere documenti antichi, noti e per confrontarli con altri documenti, inediti. I dati fondamentali sono: 1530, data del matrimonio dei genitori; 1551 anno di nascita di Amilcare e la successione cronologica delle nascite dei figli. Non solo documenti coevi sono stati studiati, ma anche l'età apparente dei componenti la famiglia Anguissola, nei dipinti di Sofonisba. Le altre date di nascita, nel catalogo citato, sono espresse sotto forma di forchetta, tra due o tre anni. Per rispettare tuttavia la successione cronologica delle nascite dei figli, si è optato in qualche caso per una datazione intermedia, all'interno della forchetta. I nomi non devono stupire perché, tranne Lucia e Elena che erano i nomi delle nonne, in casa Anguissola si prendevano i nomi dalla mitologia o dalla storia antica. Nessun riferimento invece è stato trovato per Anna Maria.
- Sofonisba (1535-1625), pittrice, sposa in prime nozze don Fabrizio Moncada e in seconde nozze Orazio Lomellini.
- Elena (1536-post 1585), pittrice, entra in convento col nome suor Minerva.
- Lucia (1537-1565), pittrice.
- Minerva (1539-1566), insegnante, non pittrice, ma eccellente nel latino e nelle lettere italiane.
- Europa (1542 (o 1543)-?), pittrice, sposa Carlo Schinchinelli.
- Asdrubale (1551-1623), musicista.
- Anna Maria (1555-1611), pittrice e insegnante, sposa nel 1574 Giacomo di Gaspare Sommi.